# 학교괴담
학교괴담(学校怪談)은 학교를 배경으로 한 괴담이다.

## 대한민국
대한민국의 학교괴담은 일제 강점기 때 정비된 근대 학교와 제도가 접목되어 발생한 것으로 추측된다.

### 초등학교
초등학교 괴담은 화장실, 교실, 운동장, 동상 등을 배경으로 삼는다. 화장실 괴담은 전형적인 일본식 괴담의 유입이라는 점에서 큰 차이를 찾을 수 없지만 교실의 경우 일본은 음악, 미술실같은 특수실에 관련된 내용을 대한민국은 컴퓨터실에 관련된 내용이 나오는 등 차별화된 모습이 보이며 동상의 경우에도 일본은 니노미야 긴지로가 언급되지만 대한민국에서는 세종대왕과 이순신, 혹은 유관순 열사의 동상이 주로 초등학교에 세워져 있으며 이들과 관련된 이야기가 만들어졌다는 점에서 차별화된 모습이 보인다.

### 중·고등학교
중학교 시기엔 여러 요소로 인해 괴담에 대한 관심이 줄어들어 별 특징이 없으나 고등학교 시기엔 1등과 2등간의 갈등을 잘 다루고 있으나 죽인 자와 죽은자의 관계가 모호한 《통통귀신》, 야간자습시간과 관련된 《야간자습시간에 발생한 방송사고》등의 괴담이 있다.

### 대학
대학교 괴담은 죽음과 관련된 것이 많으며 죽음의 방식은 여러 가지 유형으로 나타나며 배경은 대부분 학교이다. 초창기 괴담에선 귀신과 관련된 이야기가 주류였지만 1990년대에는 남녀간의 사랑이 원인였고 2000년대 중반부터는 취업이나 시험에 대한 스트레스 등이 괴담의 주제로 만들어졌다.

### 특수학교
특수학교에서는 심리안정실에 대한 괴담이 있다.